# Passion and Warfare
Passion and Warfare ist ein instrumentales Studioalbum des Gitarristen Steve Vai. Es erschien 1990 beim Label Epic Records und wird sowohl dem Genre des Instrumental Rock als auch des Metal zugerechnet.

## Entstehung
Das Album wurde in Steve Vais Studio „The Mothership“ aufgenommen, wo er zuvor bereits die Gitarrenparts für das Whitesnake-Album Slip of the Tongue eingespielt hatte.
Das Album wurde von der RIAA mit Gold ausgezeichnet.
Passion and Warfare gilt als eines der bekanntesten und stilprägendsten Alben des Instrumental Rock. Es enthält einige seiner bekanntesten Songs wie Liberty, The Audience Is Listening und For the Love of God. Für letzteren Song fastete er für 10 Tage und nahm den Song am vierten Tag des Fastens in einem Take auf. For the Love of God wurde in einer Leserumfrage von Guitar World auf Platz 29 der besten Gitarrensoli aller Zeiten gewählt.
Der Track Blue Powder wurde bereits 1986 für das „Guitar Player Magazine“ als Soundbeispiel für den Carvin’s X-100B-Verstärker aufgenommen. Steve Vai verwendet auf dem Album unter anderem seine Signature-Gitarren Ibanez Jem und Ibanez Universe, die Verstärker Marshall JCM900, Carvin X-100B und ADA-MP-1 preamp, sowie die Effektpedale Boss DS-1 und Eventide H3000 Harmonizer etc.

## Titelliste
Alle Songs wurden von Steve Vai komponiert.
1. Liberty – 2:02
2. Erotic Nightmares – 4:13
3. The Animal – 3:55
4. Answers – 2:41
5. The Riddle – 6:22
6. Ballerina 12/24 – 1:45
7. For the Love of God – 6:02
8. The Audience Is Listening – 5:30
9. I Would Love To – 3:40
10. Blue Powder – 4:44
11. Greasy Kid’s Stuff – 2:57
12. Alien Water Kiss – 1:10
13. Sisters – 4:07
14. Love Secrets – 3:35

## Besetzung
- Steve Vai – Gitarre (auf allen Tracks), Keyboard (Tracks 1, 3, 5, 7, 11), Bass (tracks 8, 9, 11)
- Stuart Hamm – Bass (Tracks 2 – 5, 7, 10, 13)
- Chris Frazier – Schlagzeug (Tracks 1 – 5, 8, 10, 11, 13)
- Tris Imboden – Schlagzeug (Tracks 7, 9)
- David Rosenthal – Keyboard (Tracks 2, 9, 13), Hintergrundgesang
- Bob Harris – Keyboard (Track 10), Hintergrundgesang
- Pia Maiocco – Keyboard (Track 4)

## Auszeichnungen für Musikverkäufe
| Land/Region                  | Auszeichnungen für Musikverkäufe (Land/Region, Auszeichnung, Verkäufe) | Verkäufe  |
| ---------------------------- | ---------------------------------------------------------------------- | --------- |
| Kanada (MC)                  | Gold                                                                   | 50.000    |
| Japan (RIAJ)                 | Gold                                                                   | 100.000   |
| Neuseeland (RMNZ)            | Gold                                                                   | 7.500     |
| Vereinigte Staaten (RIAA)    | Gold                                                                   | 500.000   |
| Vereinigtes Königreich (BPI) | Silber                                                                 | 500.000   |
| Insgesamt                    | 1× Silber · 4× Gold ·                                                  | 1.157.500 |

Hauptartikel: Steve Vai/Diskografie#Auszeichnungen für Musikverkäufe